# Characidium borellii
Characidium borellii és una espècie de peix de la família dels crenúquids i de l'ordre dels caraciformes.

## Morfologia
- Els mascles poden assolir 6,6 cm de llargària total.
- Nombre de vèrtebres: 37.[6]

## Hàbitat
Viu en zones de clima tropical.

## Distribució geogràfica
Es troba a Sud-amèrica: afluents andins de la conca del riu Paranà al nord-oest de l'Argentina.